# Коновалово (Біловський округ)
Конова́лово (рос. Коновалово) — село у складі Біловського округу Кемеровської області, Росія.

## Населення
Населення — 497 осіб (2010; 533 у 2002).
Національний склад (станом на 2002 рік):
- росіяни — 96 %